# Каприльйо
Каприльйо (італ. Capriglio, п'єм. Cravij) — муніципалітет в Італії, у регіоні П'ємонт,  провінція Асті.
Каприльйо розташоване на відстані близько 500 км на північний захід від Рима, 26 км на схід від Турина, 20 км на північний захід від Асті.
Населення — 291 особа (2014).
Покровитель — святий Мартин Турський.

## Демографія
Населення за роками:

Станом на 1 січня 2023 року в муніципалітеті офіційно проживало 56 іноземців з 14 країн, серед них 18 громадян країн Євросоюзу.

## Сусідні муніципалітети
- Буттільєра-д'Асті
- Кастельнуово-Дон-Боско
- Черрето-д'Асті
- Монтафія
- Пассерано-Марморито
- Пьова-Массая